# Jesse Williams
Jesse Williams (* 27. prosince 1983, Modesto, Kalifornie) je americký atlet, jehož specializací je skok do výšky.

## Kariéra
První velkou medaili na mezinárodní scéně mohl vybojovat v roce 2002 na juniorském mistrovství světa v Kingstonu, kde skončil ve finále na děleném 4. místě.
V roce 2008 obsadil na halovém MS ve Valencii výkonem 227 cm 6. místo. V témže roce reprezentoval na letních olympijských hrách v Pekingu, kde však stejně jako jeho krajané Dusty Jonas a Andra Manson skončil v kvalifikaci. Na halovém MS 2010 v katarském Dauhá se umístil na 5. místě (228 cm). V roce 2011 se stal celkovým vítězem Diamantové ligy ve skoku do výšky.

### Mistrovství světa
Třikrát se kvalifikoval na MS v atletice. V roce 2005 na světovém šampionátu v Helsinkách i o dva roky později na MS v japonské Ósace však neprošel kvalifikací. Největší úspěch své kariéry však zaznamenal v roce 2011 na světovém šampionátu v jihokorejském Tegu, kde vybojoval výkonem 235 cm titul mistra světa. Williams se stal druhým Američanem v celé historii, kterému se podařilo vybojoval zlatou medaili v této disciplíně. Před ním uspěl jen jeho krajan Charles Austin na MS v atletice 1991 v Tokiu.

### Osobní rekordy
- hala – 236 cm – 11. února 2009, Banská Bystrica
- venku – 237 cm – 26. června 2011, Eugene